# روت نويديك
روث كلوسيوس نوديك مشرفة تابعة لوحدات إس إس وقائدة إحدى معسكرات الاعتقال النازية في الفترة ما بين ديسمبر 1944 حتى مارس 1945 حين تم إعدامها بتهمة ارتكاب جرائم حرب في محاكمات هامبورغ رافنسبروك.

## السيرة الذاتية

### النشأة
روث كلوسيوس ولدت في بريسلاو، ألمانيا (الآن فروتسواف، بولندا). عرفت بعد زواجها باسم روث نوديك أو روث كلوسيوس نوديك.

### معسكر العمل
في يوليو 1944، التحقت نوديك بمعسكر رافنسبروك لتبدأ حياتها العملية كحارسة تحت التدريب. استطاعت في وقت قصير اقناع رؤسائها بشراستها وقسوتها تجاه السجينات حتى تم ترقيتها في أواخر يوليو عام 1944 إلى رتبة زعيم كتلة. شهد السجين الفرنسي السابق جينيف دو جول أنتونيوز بعد الحرب أنه شاهد نوديك تقطع حلق نزيلة بحافة حادة.
في ديسمبر 1944، تمت ترقيتها إلى رتبة مشرف وانتقلت إلى معسكر إبادة يوكرمارك بالقرب من معسكر رافنسبروك. شاركت في اختيار وإعدام أكثر من 5000 من النساء والأطفال. في مارس 1945، أصبحت نوديك قائد معسكر بارث الفرعي.

### القبض والإعدام
استطاعت نوديك الهروب من المعسكر في أواخر أبريل 1945، لكن تم القبض عليها واحتجزت في السجن إلى أن تم توجيه تهم جرائم حرب ضدها في محاكمات هامبورغ رافنسبروك إلى أن تم إصدار الحكم عليها في محكمة رافنسبروك الثالثة في أبريل 1948 بالإعدام شنقا.
في 29 يوليو 1948، تم تنفيذ الحكم بواسطة الجلاد البريطاني ألبرت بيربوينت على حبل المشنقة في سجن هاملين.

## وصلات خارجية
- شهادة روث كلوسيوس نوديك أثناء محاكمتها.
- محاكمات هامبورغ رافنسبروك عام 1947.
- أشهر 10 نساء في معسكرات رافنسبورك.